# Кромская (Курская область)
Кромска́я — деревня в Фатежском районе Курской области. Входит в состав Большежировского сельсовета.

## География
Расположена на юге Фатежского района в 19 км к юго-западу от Фатежа на левом берегу ручья Грязная Рудка. Высота над уровнем моря — 240 м.
Климат
Кромская, как и весь район, расположена в поясе умеренно континентального климата с тёплым летом и относительно тёплой зимой (Dfb в классификации Кёппена).
Часовой пояс
Деревня Кромская, как и вся Курская область, находится в часовой зоне МСК (московское время). Смещение применяемого времени относительно UTC составляет +3:00.

## История
Деревня образовалась в начале XVII века. Согласно местной легенде основателем деревни является однодворец Осип Баев, прибывший сюда из города Кромы.
Наиболее раннее упоминание деревни Кромской содержится в курской отказной книге: 13 марта 7144 (1636) года Семёну Алфёрову сыну Костину и Авдотье Васильевской жене Алябьевой с дочерьми были отказаны (пожалованы) поместья в деревнях Алябьевой и Кромской Курицкого стана Курского уезда.
18 ноября 7154 (1645) года Ивану Белозёрову было отказано (пожаловано) поместье  Лукьяна Зиновьева в пустоши Кромской Курицкого стана Курского уезда.
В XVII—XVIII веках деревня входила в состав Курицкого стана Курского уезда, затем вошла в состав новообразованного Фатежского уезда. Население Кромской были приписано к Архангельскому храму села Рудка. В 1862 году в бывшей казённой деревне Кромской было 56 дворов, проживало 347 человек (175 мужского пола и 172 женского). В 1877 году в деревне было 67 дворов, проживало 535 человек. В то время Кромская входила в состав Сдобниковской волости Фатежского уезда. На протяжении XIX века Кромская упоминается также под названиями Бунино и Нельдева.
С начала 1920-х годов и до 2010 года деревня была административным центром Кромского сельсовета. В 1924 году в деревне проживало 676 человек. В 1934 году здесь были образованы 3 сельскохозяйственные артели: «Красный Октябрь», «17-й Партсъезд» и «2-я пятилетка». По состоянию на 1955 год в Кромской находился центр колхоза имени Фрунзе. В 1981 году в деревне проживало около 150 человек.

## Население
| 2002 | 2010 |
| ---- | ---- |
| 43   | ↘24  |

## Инфраструктура
Личное подсобное хозяйство. В деревне 34 дома.

## Транспорт
Кромская находится в 14 км от автодороги федерального значения М2 «Крым» (Москва — Тула — Орёл — Курск — Белгород — граница с Украиной) как часть европейского маршрута E105, в 18,5 км от автодороги регионального значения 38К-038 (Фатеж — Дмитриев), на автодорогe межмуниципального значения 38Н-221 (М-2 «Крым» — Кромская), в 30 км от ближайшего ж/д остановочного пункта 552 км (линия Навля — Льгов I).
В 154 км от аэропорта имени В. Г. Шухова (недалеко от Белгорода).

## Известные люди
- Елагин, Виктор Михайлович — участник Первой мировой войны, кавалер орденов Святого Георгия 3-й и 4-й степеней.